# 马尔希河畔魏登
马尔希河畔魏登是奥地利下奥地利州根瑟恩多夫县的一个市镇。总面积55.8平方公里，总人口921人，人口密度16.5人/平方公里（2005年）。